# Arabsat 3A
O Arabsat 3A (ex-Arabsat 2BSS-1, também conhecido por Badr 3) foi um satélite de comunicação geoestacionário construído pela Aérospatiale. Ele está localizado na posição orbital de 26 graus de longitude leste e era operado pela Arabsat. O satélite foi baseado na plataforma Spacebus-3000B2 e sua expectativa de vida útil era de 13 anos. O mesmo saiu de serviço em setembro de 2009 e foi transferido para uma órbita cemitério.

## História
O Arabsat 3A (anteriormente Arabsat 2-BSS),é um satélite baseado na plataforma Spacebus-3000B2 da Alcatel, foi lançado em fevereiro de 1999 e foi colocado na mesma posição orbital do Arabsat 2A a 26 graus de longitude leste.
Cerca de oito transponders a bordo do Arabsat 3A teve que ser desligado em 07 de dezembro de 2001, depois o satélite perdeu cerca da metade do seu poder de operação. Isto foi causado por um curto-circuito no mecanismo de acionamento dos painéis solares.

## Lançamento
O satélite foi lançado com sucesso ao espaço no dia 26 de fevereiro de 1999, por meio de um veículo Ariane-44L H10-3, lançado a partir do Centro Espacial de Kourou, na Guiana Francesa, juntamente com o satélite Skynet 4E. Ele tinha uma massa de lançamento de 2.708 kg.

## Capacidade e cobertura
O Arabsat 3A é equipado com 20 transponders em banda Ku para prestar serviços de telecomunicação ao Oriente Médio.